# ペルケレ
ペルケレ (Perkele; フィンランド語: [ˈperkele] ( 音声ファイル)) は、フィンランド神話における雷神。バルト神話のペルクナス (Perkunas) や北欧神話のトール (Thor) に相当する。
今日のフィンランド語では悪魔のこと。元来のペルケレは悪魔ではなく、ウッコ以前の雷神であった。
この語彙は罵り言葉としても用いられる。類義の語にsaatana(サータナ、悪魔の意。)、vittu(ヴィットゥ、女性の外性器の意味。)などがある。
2017年12月には、フィンランドの独立100周年を記念して"PERKELE! - Suomi 100 vuotta"というタイトルのNES(海外版ファミコン)のゲームが公開された。